# Shelsley Beauchamp
Shelsley Beauchamp ou Great Shelsley é uma vila e paróquia civil a 9 mi (14 km) a noroeste de Worcester, no distrito de Malvern Hills, condado de Worcestershire, Inglaterra. Em 2011 a paróquia tinha uma população de 192 pessoas. É na margem oposta do rio Teme a Shelsley Walsh. Faz fronteira com Clifton upon Teme, Great Witley, Martley, Shelsley Kings e Shelsley Walsh. Compartilha um conselho paroquial com Shelsley Kings e Shelsley Walsh chamado "Conselho Paroquial de Shelsley".

## Pontos de interesse
Existem 23 edifícios listados em Shelsley Beauchamp e tem uma igreja dedicada a todos os santos que tem origem no século XIV.

## História
O nome "Beauchamp" vem dos Beauchamps que controlaram Shelsley Beauchamp no século XII.